# Мочениго, Альвизе IV
Альвизе IV Джованни Мочениго (итал. Alvise IV Giovanni Mocenigo; 19 мая 1701, Венеция, Венецианская республика — 31 декабря 1778, там же) — 118-й венецианский дож с 19 апреля 1763 года. Происходил из известного венецианского рода Мочениго и был седьмым дожем из этого рода. До избрания находился на дипломатической службе. Он был послом Венецианской республики в Папской области, королевствах Франция и Испания, Неаполитанском королевстве; затем был назначен прокурором республики.
Во время своего правления ограничил привилегии католического духовенства, что привело к конфликту с папой римским Климентом XIII. Особенное внимание уделял развитию экономики республики, прежде всего сельскому хозяйству. Заключил торговые соглашения с Триполи, Тунисом, Марокко, Алжиром, Францией, Великобританией, Данией, Российской империей и с колониями Испании и Португалии в Центральной и Южной Америке. Покровительствовал искусству.

## Биография и карьера
Был сыном Альвизе Мочениго и Паолины Бадоер, из богатого и влиятельного семейства. Сделал быструю и блестящую карьеру, добившись успеха во многих делах. Был женат на Пизане Корнаро, умершей в 1769 или (по разным источникам) в 1796 году, родив ему шесть сыновей. Если ему не хватало добродетельности и способностей в дипломатической политике, то люди подсмеивались над ним, считая, что находится под влиянием жены, которую он называл «истинной герцогиней».
Занял свой пост 19 апреля 1763, обойдя на выборах своего конкурента и получив максимальное большинство из возможных голосов. Венецианская республика в то время была в полном упадке, вне международной политики, соблюдала нейтралитет в отношении собственных интересов, была отрезана от экономического прогресса и отдана на милость случая.
В XVIII веке экономический кризис бушевал на территории всей республики и нужны были серьёзные контрмеры для его облегчения.
Были приняты некоторые законы против обладания роскошью (которые не исполнялись), проведена налоговая реформа для перераспределения налогового бремени на граждан и отменены внутренние пошлины. Пересмотрены все либеральные законы, в том числе касающиеся смертных приговоров за экономические преступления. Мочениго был хорошим управленцем, умеренным, щедрым, а также пытающимся хоть и не успешно реформировать всё государство. Тем не менее, его имя также было замешано в многочисленных финансовых и сексуальных скандалах, а также было связано с сомнительной историей, когда его кольцо дожа было обнаружено у дворянки лёгкого поведения.
Для упрочения экономического положения республики установил важные торговые связи с несколькими странами и регионами. Одновременно проводил реформы для повышения эффективности армии. Умер 31 декабря 1778 года и был похоронен в базилике святого Иоанна и Павла.